# Eugène Marsan
Pour les articles homonymes, voir Marsan.
Eugène Marsan, (né Antonio Eugenio Marsan également connu sous les pseudonymes de Sandricourt et Orion[réf. nécessaire], est un écrivain, journaliste et critique littéraire français né le 23 juin 1882 à Bari et mort le 18 septembre 1936 à Paris (16e).

## Biographie
D'ascendance semi-italienne par sa mère Anna Romano, marié à Blanche Kinkels, d'origine luxembourgeoise (1882-1973) et père d'Anna Marsan (1906-1960), fondatrice des Éditions du Dimanche, Eugène Marsan contribue très jeune à la nouvelle génération de revues littéraires qui apparaissent au début du XXe siècle. Il donne régulièrement des poèmes, des critiques et des nouvelles à La Plume, à La Phalange, aux Essais et aux Marges. Il devient vite un familier des milieux littéraires qui se constituent en réaction au symbolisme et au naturalisme, autour de Jean Moréas, de Maurice Barrès et de Charles Maurras.
En 1908, il fonde avec l'éditeur Jean Rivain la Revue critique des idées et des livres, d'inspiration maurrassienne, puis, en janvier 1909, avec son ami Henri Martineau, grand spécialiste de Stendhal, la revue littéraire Le Divan. Avec Louis Thomas il fonde en 1908, auprès de l'éditeur Dorbon Aîné, la Société des bibliophiles fantaisistes.
Il fait également partie du club des Longues moustaches qui réunit chaque soir au caffè Florian, de 1908 à 1911, une pléiade de talents soucieux du bien-vivre et du bien-écrire, parmi lesquels Abel Bonnard, Edmond Jaloux, Charles Du Bos, Émile Henriot, Francis de Miomandre, Jean-Louis Vaudoyer, Henri de Régnier et Auguste Gilbert de Voisins.
Auteur original, d'un grand raffinement, Marsan laisse des romans, des nouvelles, des essais et des recueils de critiques écrits d'une plume souple et sûre. Il tient pendant plusieurs années la critique littéraire de L'Action française, sous le pseudonyme d'Orion.
Ses romans et nouvelles (Passantes (1922), Les Chambres du Plaisir (1926), La Nouvelle Armande (1929), Les Femmes de Casanova (1925)...) renouent avec l'esprit libertin du XVIIIe siècle, en l'accommodant aux temps actuels.
Il a composé également des recueils mondains et de savoir-vivre (Les Cannes de Monsieur Paul Bourget (1924), Savoir Vivre en France (1926), Éloge de la paresse (1926), Notre Costume (1926), Pour habiller Eliante (1927), Le Cigare (1929)).
Ses essais littéraires et politiques sont dominés par une doctrine qui, comme le souligne Henri Clouard, est "souvent du Maurras en dentelle". Chronique de la Paix (1933) conserve toutefois un précieux témoignage sur la vie quotidienne de France de l'entre-deux-guerres. Marsan laisse également l'une des premières biographies de Mussolini en langue française, tout en gardant ses distances avec l'initiateur du fascisme.

## Œuvres
Romans et nouvelles
- Au pays des Firmans (1906), sous le pseudonyme de Sandricourt
- Amazones, Champion (1921)
- Passantes, Le Divan (1923)
- Celles d'Alger, NRF (1923)
- Les Femmes de Casanova, Le Pigeonnier (1925)
- Le Nouvel Amour, Chez Madame Lesage (1925)
- Briséis, NRF (1926)
- Les Chambres du plaisir, NRF (1926)
- Trois Filles, Champion (1926)
- La nouvelle Armande - Aurore, Le Divan (1929)

Essais
- Chronique de la paix, NRF (1923)
- Les cannes de Monsieur Paul Bourget ou le bon choix de Philinte, ouvrage enrichi de dessins de Henri Farge gravés par Georges Aubert, Le Divan (1924)
- Stendhal célébré à Civitavecchia, Champion (1925)
- Savoir-vivre en France et savoir s'habiller, Les Editions de France (1926)
- Notre Costume, A la Lampe d'Aladin (1926)
- Souvenirs de l'exposition, A l'Enseigne de la Porte Etroite (1926)
- Éloge de la paresse, Hachette (1926)
- Pour habiller Eliante A la Lampe d'Aladin (1927)
- Où en est la science ? (1927)
- Le Visage de l'Italie, Les Horizons de France (1928)
- Le Cigare, La Nouvelle Société d'Edition (1929)
- La découverte de l'Amérique et du Cigare (1931)
- Mussolini, Denoël (1935)
- Pâques 1934, la Réalité de Dieu, Approximations du divin, Le Divan (1937)
- Quelques portraits de dandys, l'éditeur singulier (2009)

Ouvrages critiques
- Signes de notre temps, Librairie de France - Cahiers d'Occident (1928)
- Instances, Editions Prométhée (1930)
- Paul Huet, les secrets d'un précurseur (1930)

## Prix
- Prix Vitet de l’Académie française 1936[4].